# Milékhino
Milékhino (en rus: Милехино) és un poble de l'óblast de Kémerovo, a Rússia, que en el cens del 2010 tenia 80 habitants, pertany al districte de Mariïnsk.